# Tanytarsus setosipennis
Tanytarsus setosipennis är en tvåvingeart som först beskrevs av Jean-Jacques Kieffer 1910.  Tanytarsus setosipennis ingår i släktet Tanytarsus och familjen fjädermyggor. Inga underarter finns listade i Catalogue of Life.